# Руска, Франц Иванович
Франц Иванович Руска (1785—1856) — российский архитектор итальянского происхождения.

## Биография
Родился в 1785 году; возможно — брат известного Луиджи Руски.
В Россию Руска прибыл как «каменных дел мастер» и 17 мая 1817 года, по Высочайшей конфирмации, был причислен в ведомство Кабинета Его Величества; через два года — 21 августа 1819 года — был направлен на Императорскую Петергофскую бумажную фабрику, где в это время производилась усиленная постройка домов и казарм. Однако уже в начале следующего года он был причислен к Строительной комиссии при Кабинете «По устроению против Зимнего дворца правильной площади».
С 7 мая 1827 года, по распоряжению управляющего Кабинетом, он был командирован к обер-гофмейстеру барону Альбедилю, для переделки комнат императрицы Марии Фёдоровны. По окончании этой работы получил назначение в строительную комиссию, учрежденную при Кабинете для устроения двух каменных корпусов с торговыми магазинами и новой театральной площади.
В 1829 году Руска получил новое назначение — быть архитектором (помощником Карла Росси) при здании Главного штаба и принимал участие в переделке бывшего дома Кусовникова, входившего в здание штаба. Дом Кусовникова выходил частью фасада на Дворцовую площадь, а частью — на Адмиралтейскую; также он был архитектором дома Главного штаба, который некогда принадлежал Молчанову и стоял на углу Большой Морской улицы и Дворцовой площади; впоследствии же дома соединились в один общий дом. Здание Главного штаба он переделывал сперва по проектам Росси, а затем — военного инженера Черника.
По Высочайшему повелению 3 ноября 1832 года Ф. И. Руска был командирован для проверки и подробного рассмотрения и соображения планов зданий, предлагавшихся к постройке в Почаевском монастыре Волынской губернии. Спустя полтора года, 29 апреля 1834 года, он получил следующую командировку, которая для него, как католика по вероисповеданию, не могла быть приятною: по Высочайшему повелению он был направлен в Варшаву, в распоряжение генерал-фельдмаршала Паскевича, для перестройки существовавшего в Варшаве костёла и бернардинского монастыря в православный храм с архиерейским двором. Но она стала последней командировкой Ф. И. Руски: 16 февраля 1838 года он был определён архитектором в комиссию проектов и смет, а через неделю, 24 февраля, был назначен и наблюдающим, без особого жалования, за строениями Императорского Ботанического сада — с оставлением должности архитектора по дому Главного штаба.
Его служба отмечалась наградами; кроме чинов (с 22 августа 1822 года — коллежский секретарь, с 17 июля 1823 года — титулярный советник), он 11 ноября 1826 года был награждён орденом Св. Анны 3-й степени, 2 апреля 1828 года — орденом Св. Владимира 4-й степени (что в то время давало права российского дворянства), 11 сентября 1830 года — орденом Св. Анны 2-й степени, к которому 4 июня 1831 года была пожалована императорская корона. Со 2 января 1833 года он состоял в чине коллежского асессора, а 21 апреля 1834 года получил орден Св. Станислава 3-й степени, повышенного впоследствии во 2-ю степень. Наконец, 31 марта 1840 года он был произведён в надворные советники, а 9 июня 1844 года получил к ордену Св. Станислава императорскую корону; кроме того, он неоднократно получал Высочайшие подарки драгоценными вещами, деньгами и увеличением жалованья.
Хотя Руска и именовался архитектором, но право на это звание в России он не получил от Академии художеств. Все работы он производил по проектам других архитекторов и, возможно, был автором только лишь построенного им «castrum doloris» при погребении императрицы Марии Фёдоровны. Таким образом, как архитектор, Руска не проявил себя никакой самостоятельной работой, но был хорошим производителем работ.
Умер в 1856 году.